# سیارک ۲۳۰۶۴
سیارک ۲۳۰۶۴ (به انگلیسی: 23064 Mattmiller، نامگذاری:1999XE54) بیست و سه هزار و شصت و چهارمین سیارک کشف شده‌است که در ۷ دسامبر ۱۹۹۹ کشف شد.
قدر مطلق سیارک برابر ۱۵.۵ است.